# Stadionul Steaua
Stadionul Steaua, cunoscut și sub numele de Stadionul Ghencea, este un stadion polivalent din București, România. Acesta servește în primul rând ca stadionul de acasă al echipei CSA Steaua București, înlocuind fostul stadion, Stadionul Steaua. Pe 7 iulie 2021, stadionul a fost inaugurat cu meciul dintre CSA Steaua și OFK Beograd, câștigat de gazde cu 6-0. Același meci a inaugurat și vechiul stadion.
Pe 9 aprilie 1974 a avut loc deschiderea pentru public a Stadionului Steaua, cu un meci de fotbal amical între Steaua București și OFK Beograd, scor 2-2. De-a lungul anilor, Stadionul Steaua a găzduit multe meciuri memorabile ale formației de fotbal, dar și ale echipei naționale, fiind supranumit de către suporteri drept Templul fotbalului românesc.
După 44 de ani, în august 2018, vechiul stadionul a fost demolat, pe locul lui fiind construit un stadion ultra modern, multifuncțional ce va avea incorporat muzeul clubului Steaua București, restaurante, magazine, hotel, spații pentru birouri și săli de conferință. De asemenea, stadionul deține omologare și pentru rugby. Valoarea totală a construcției s-a ridicat la suma de 94.672.020 de euro din bani publici.
Naționala României a jucat primul său meci pe acest stadion, cu Armenia, pe care a învins-o 1-0, în runda a opta din grupa J a preliminariilor pentru Campionatul Mondial de Fotbal 2022 pe 11 octombrie 2021. Alexandru Mitriță a înscris în minutul 26, cu o lovitură de cap, în urma unui corner executat de către Răzvan Marin.
Recordul de asistență pe stadion a fost atins pe 13 august 2024, la meciul FCSB-Sparta Praga, din turul trei preliminar al Ligii Campionilor 2024-2025, meci încheiat cu victoria oaspeților, scor 2-3. Atunci, pe stadion s-au aflat 28.875 de spectatori.
CSA Steaua București, gazda obișnuită a stadionului, are ca record de asistență un număr de 21.522 spectatori, înregistrat la meciul cu FC Dinamo București, din 18 aprilie 2023, meci de Liga 2, încheiat cu scorul de 2-0 pentru steliști.